# Marc-Thilo Schott
Marc-Thilo Schott ist ein ehemaliger deutscher Basketballspieler.

## Werdegang
Schott nahm 1981 mit der bundesdeutschen Kadetten-Nationalmannschaft an der Europameisterschaft in Griechenland teil und gewann die Bronzemedaille.
1988 wechselte der 1,95 Meter große Schott von der DJK Adler Frintrop Essen zum FC Schalke 04 und spielte mit den Gelsenkirchenern unter Trainer Hubert Beck in der 2. Bundesliga. In der Saison 1991/92 gehörte Schott der Mannschaft des Zweitligisten Godesberger TV an.
In der Saison 1993/94 bestritt er zwei Bundesliga-Spiele für Bayer 04 Leverkusen, in denen er insgesamt sieben Punkte erzielte. Er trug damit zum Gewinn der deutschen Meisterschaft 1994 bei.
Schott wurde Rechtsanwalt und unternehmerisch in unterschiedlichen Geschäftsbereichen tätig, unter anderem als Gesellschafter und Geschäftsführer der RheinStars Köln GmbH (gemeinsam mit Stephan Baeck). Im Sommer 2025 schied Schott als Geschäftsführer der RheinStars aus, blieb der GmbH aber beratend verbunden.